# Автоматическая идентификация и сбор данных
Автоматическая идентификация и сбор данных (AIDC, от англ. Automatic Identification and Data Capture) общий термин для методов автоматической идентификации объектов, сбора данных о них и обработку данных автоматическими и автоматизированными системами. Обычно к AIDC относят следующие технологии:
Идентификация объектов
- Контактные
  - магнитная карта
  - чип-карта
- Бесконтактные
  - Оптические:
    - штрих-код
    - Data Matrix
    - OCR

  - Радиочастотные:
    - RFID
    - RTLS

биометрические технологии
- Контактные
  - дактилоскопия
- In vitro
  - определение ДНК
- Бесконтактные
  - Аудиологические:
    - распознавание голоса

  - Оптические:

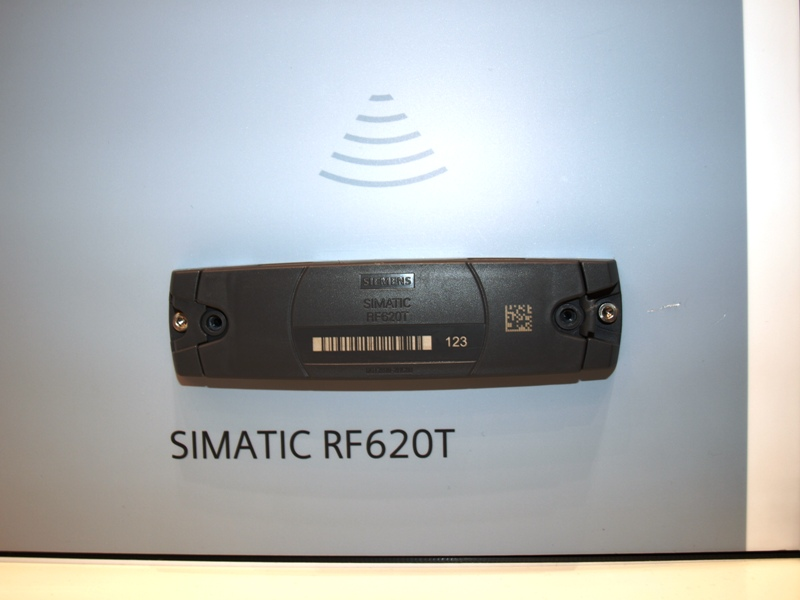
RFID-метка SIMATIC RF620T, соответствующая стандартам ISO 18000-6C EPC CLASS 1 GEN. По центру нанесён штрих-код, справа — Data Matrix

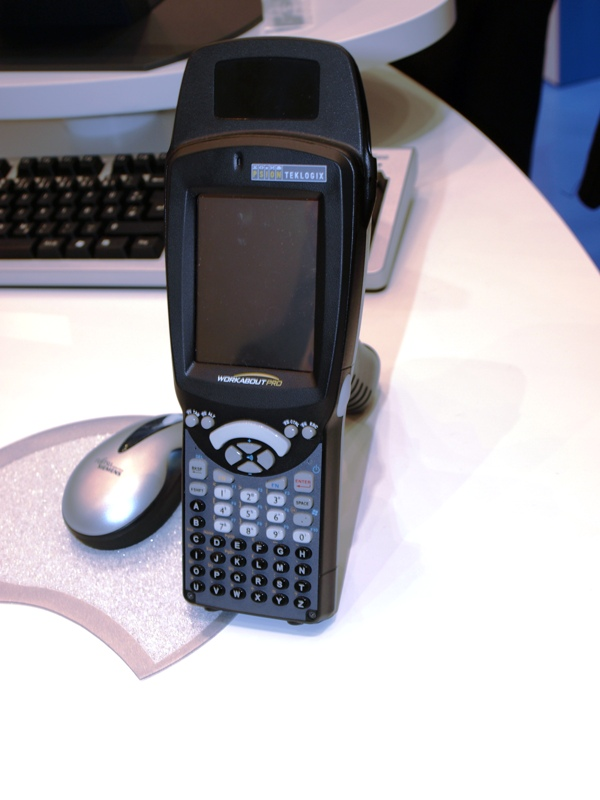
Универсальный считыватель RFID, штрих-кодов, кодов Data Matrix

    - идентификация по радужной оболочке глаза
    - распознавание лица